# Málta a 2018. évi téli olimpiai játékokon
Málta a dél-koreai Phjongcshangban megrendezett 2018. évi téli olimpiai játékok egyik részt vevő nemzete volt. Az országot az olimpián 1 sportágban 1 sportoló képviselte, aki érmet nem szerzett.

## Alpesisí
Férfi
| Versenyző       | Versenyszám      | 1. futam | 1. futam | 2. futam | 2. futam | Összesítés | Összesítés |
| Versenyző       | Versenyszám      | Idő      | Hely.    | Idő      | Hely.    | Idő        | Helyezés   |
| --------------- | ---------------- | -------- | -------- | -------- | -------- | ---------- | ---------- |
| Élise Pellegrin | Óriás-műlesiklás | kizárták | kizárták | kiesett  | kiesett  | kiesett    | kiesett    |
| Élise Pellegrin | Műlesiklás       | 1:05,18  | 56.      | 58,90    | 45.      | 2:04,08    | 50.        |